# Triantafylliá
Triantafylliá är en ort i Grekland.   Den ligger i prefekturen Nomós Serrón och regionen Mellersta Makedonien, i den nordöstra delen av landet, 300 km norr om huvudstaden Aten. Triantafylliá ligger 140 meter över havet och antalet invånare är 702.
Terrängen runt Triantafylliá är kuperad åt sydväst, men åt nordost är den platt. Runt Triantafylliá är det ganska glesbefolkat, med 40 invånare per kvadratkilometer. Närmaste större samhälle är Terpní, 13,5 km sydost om Triantafylliá. == Kommentarer ==
1. ↑  Framräknat ur variansen i alla höjduppgifter (DEM 3") från Viewfinder Panoramas, inom 10 km radie.[2] Mer om algoritmen finns här: Användare:Lsjbot/Algoritmer.